# اتحاد كوسوفو لكرة القدم

الشعار السابق للاتحاد

اتحاد كوسوفو لكرة القدم (بالألبانية: Federata e Futbollit e Kosovës)، هي الجهة الراعية لكرة القدم في كوسوفو، ومقرها في بريشتينا. تأسس اتحاد كرة القدم في كوسوفو في عام 1946 كفرع من اتحاد يوغوسلافيا لكرة القدم، وأعيد تأسيسه عام 1991 وتنظم ثماني مسابقات لكرة القدم في كوسوفو.